# Hänneschen-Theater
Das Hänneschen-Theater, offiziell Puppenspiele der Stadt Köln, ist ein traditionelles Stockpuppentheater am Eisenmarkt im südlichen Martinsviertel des Kölner Stadtteils Altstadt-Nord. Mit rund 25 festangestellten Mitarbeitern – davon sind 14 Puppenspieler – ist es das mitarbeiterstärkste Puppentheater Deutschlands. Es erwirtschaftet etwa 60 Prozent seines Etats selbst und ist damit bundesweit die mit großem Abstand effizienteste städtische Bühne. Intendant war über 20 Jahre der frühere Schauspieler, Regisseur und Jurist Heribert Malchers. Nachfolgerin wurde ab dem 1. Dezember 2012 Frauke Kemmerling (* 1967). Seit dem 8. November 2022 ist Mareike Marx (* 1984) die aktuelle Intendantin.

## Geschichte des Hauses

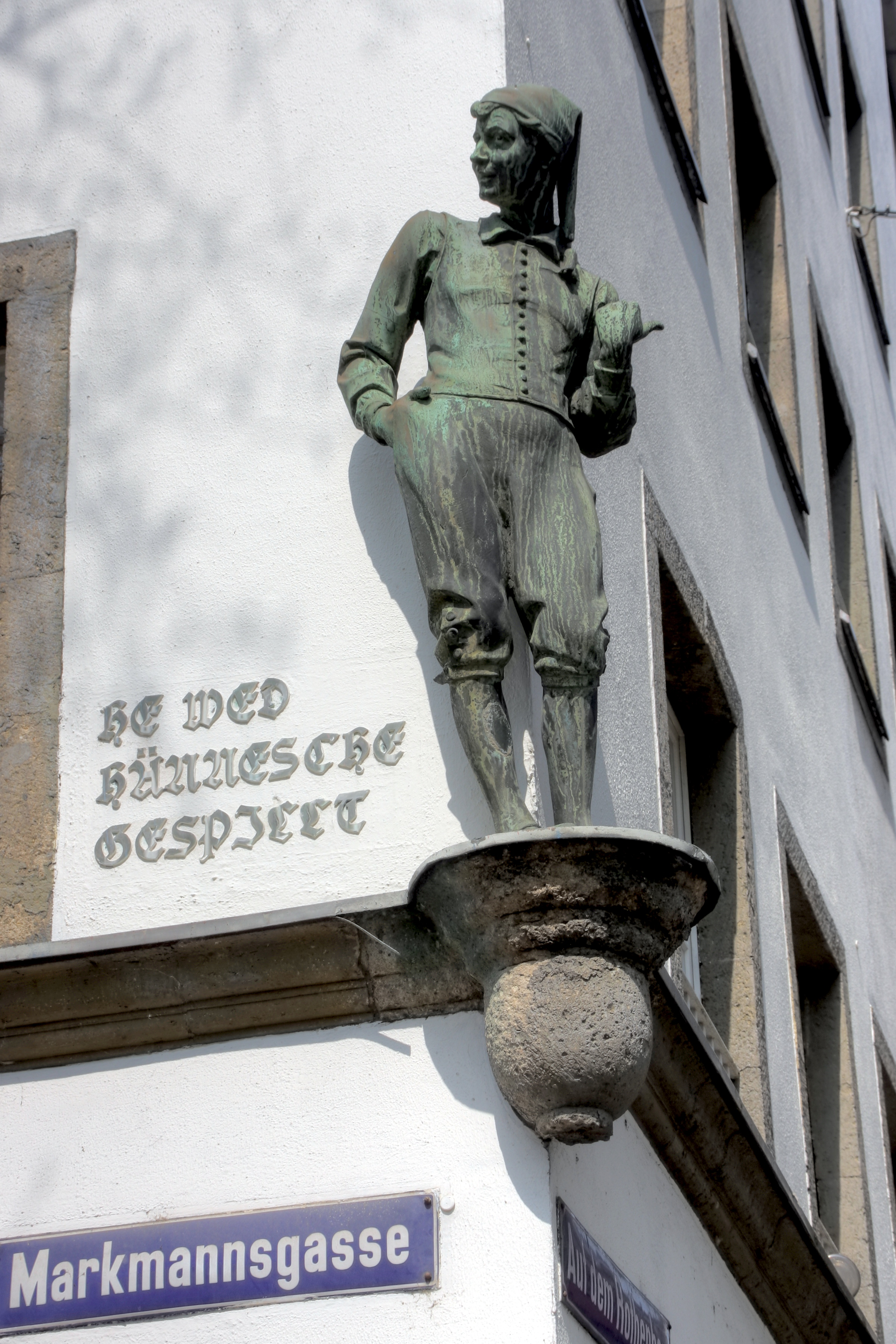
Hänneschen, das zum Hänneschen-Theater weist (2010)

Das Theater wurde 1802 vom in Bonn geborenen Schneider Johann Christoph Winters in der Mauthgasse gegründet. Die Anfänge dieses Puppentheaters waren einfache Krippenspiele für Kinder, die in der Adventszeit aufgeführt wurden.
Winters hatte trotz häufig wechselnder Spielstätten von Anfang an Erfolg. Bereits beim ersten Karnevalszug in Köln 1823 war das Hänneschen-Theater vertreten und ist bis heute dabei. Unter seinen Konkurrenten war u. a. Franz Andreas Millewitsch, der 1847 ebenfalls ein Puppentheater eröffnete, da er seine Familie mit dem Handel von Düngemitteln und Gewürzen nicht ernähren konnte. Trotz der abweichenden Schreibweise handelt es sich bei diesem um einen direkten Vorfahren des bekannten Volksschauspielers Willy Millowitsch. Als Winters 1862 starb, führte Peter Josef Klotz, der mit einer Enkelin Winters’ verheiratet war, das Theater weiter. 1919 wurde das beliebte Theater nach dem Tod des letzten Mitglieds dieser Puppenspielerfamilie geschlossen.
Auf Bestreben von Konrad Adenauer und Carl Niessen gründete sich 1925 eine Kommission zur Wiederbelebung der Kölner Puppenspiele, dank der am 9. Oktober 1926 das Theater unter der Trägerschaft der Stadt als Puppenspiele der Stadt Köln, im Rubenshaus, in der Sternengasse 10 wiedereröffnet wurde. In diesem Haus hatte der Maler Peter Paul Rubens seine Kindheit verbracht und 1642 war dort die französische Ex-Königin Maria von Medici verstorben. Seit dem 29. Juli 1938 befindet sich das Hänneschen-Theater, mit einigen Unterbrechungen in der Kriegs- und Nachkriegszeit, am Eisenmarkt in der Kölner Altstadt. In der Zeit des Nationalsozialismus wurden im Hänneschen-Theater neben volkstümlichen Stücken auch Puppenspiele mit rassistisch-antisemitischem Inhalt aufgeführt.
Die fiktiven Figuren verkörpern die typischen Eigenschaften eines Kölners, so Tünnes und Schäl, Hänneschen und Bärbelchen sowie andere originelle Persönlichkeiten. Neben den ständig wechselnden Stücken, die für Erwachsene und Kinder inszeniert werden, ist die Puppensitzung ein wichtiger Bestandteil des Kölner Karnevals. Die Puppensitzung ist jedes Jahr eine Persiflage auf den Sitzungskarneval: eine Karnevalssitzung, in der neben den üblichen Figuren des Puppentheaters auch die Puppenversionen aktueller Kölner Karnevalsgrößen mitspielen. Jeder Vortragende bekommt am Ende seiner Darbietung eine Blutwurst überreicht. Da allerdings nur eine Wurst vorhanden ist, hat der stotternde Speimanes die Aufgabe, sie dem Vortragenden hinter der Bühne wieder abzunehmen, was oft nicht ohne Geschrei und Kampf abgeht. Anschließend taucht er dann, oft mit einem blauen Auge oder anderen Spuren des Kampfes versehen, wieder auf der Bühne auf und überreicht Schäl stolz das gute Stück mit den Worten: „Herr P-P-Präsident, de Woosch“ (das Publikum ruft: „De Woosch“).
Im November 2015 wurde vom WDR beschlossen, die Puppensitzung, die traditionell am Karnevalsdienstag ausgestrahlt wurde, nach 34 Jahren aus finanziellen Gründen nicht mehr im Fernsehen zu übertragen. Im Oktober 2016 gab der private Sender RTL West bekannt, die Karnevalssitzung aufzuzeichnen und in einer Openair-Veranstaltung während der Karnevalssession zu zeigen. Das erste Public Viewing auf dem Eisenmarkt mit dem Loss m’r laache!-Programm fand am 21. Februar 2017 statt. Im Juni 2016 erhielt das Hänneschen-Theater vom Landschaftsverband Rheinland den Rheinlandtaler für die Verdienste um die kulturelle Entwicklung des Rheinlands.
Rosenmontag 2021 präsentierte das Festkomitee Kölner Karneval mit dem Hänneschen-Theater den „ausgefallensten Rosenmontagszug“, und der WDR übertrug ihn im Fernsehen. Wegen der Covid-19-Pandemie durfte der große Zug nicht stattfinden; so gab es ihn auf 70 Metern Länge en miniature mit 26 Wagen und 177 Puppen auf einer 32 Meter messenden Bühne in der Wagenbauhalle des Festkomitees.

## Die wichtigsten Figuren

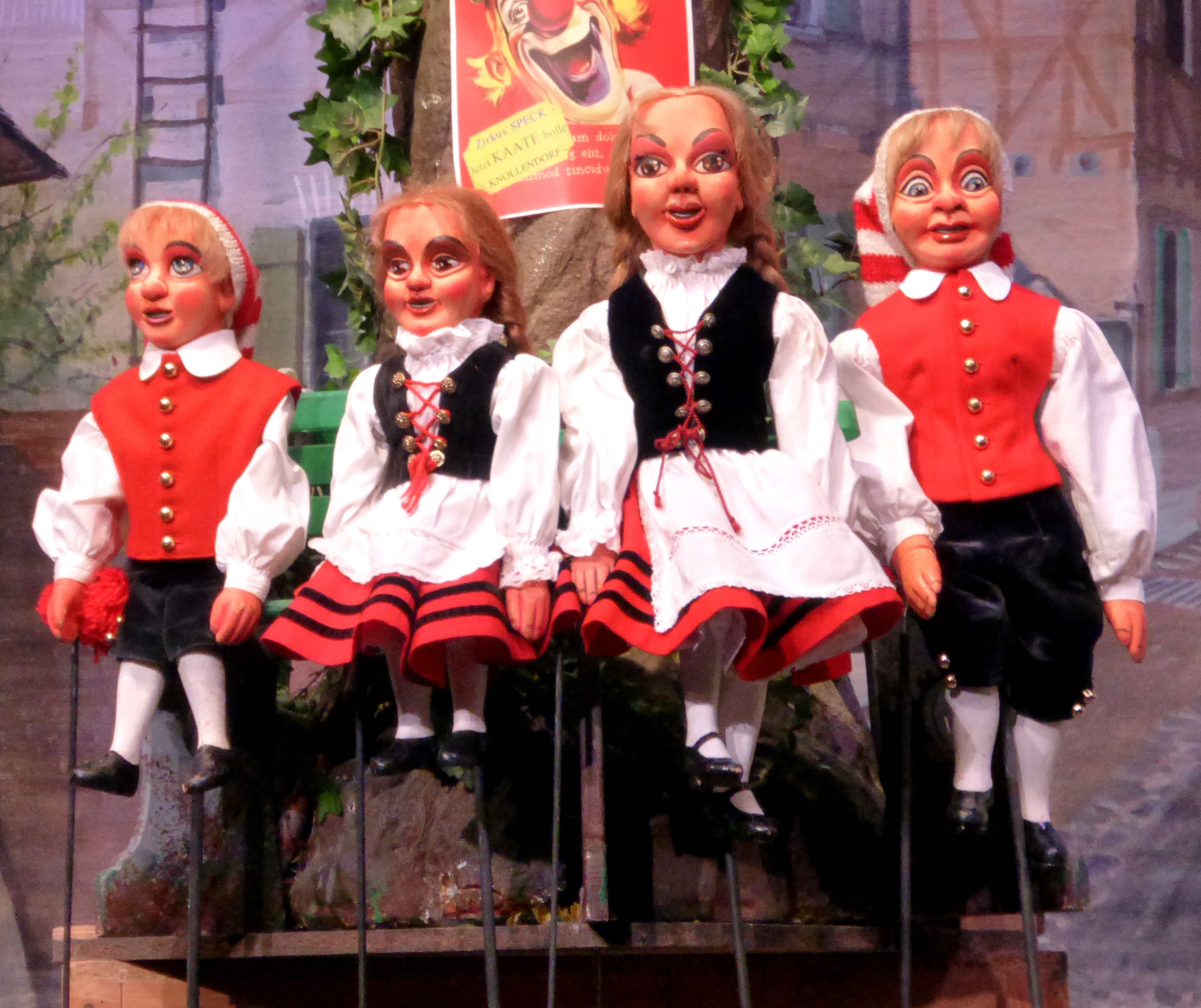
Hänneschen und Bärbelchen.
Links: Als Geschwisterchen bei Kindervorstellungen
Rechts: Als Verlobte in Erwachsenenvorstellungen. (2016)

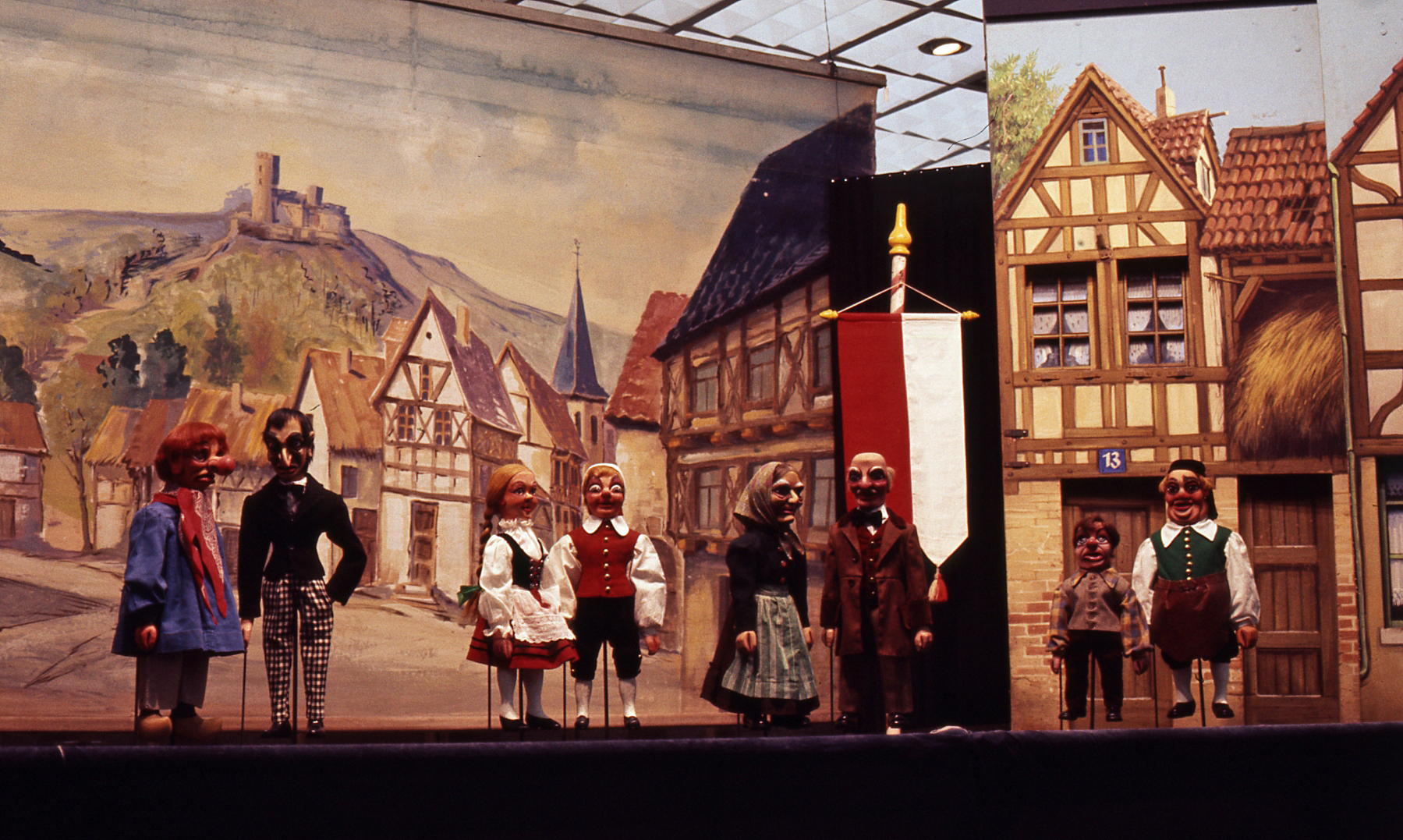
Theater-Vorstellung (1971). Von links: Tünnes, Schäl, Bärbelchen, Hänneschen, Bestemo, Besteva, Speimanes, Mählwurms Pitter

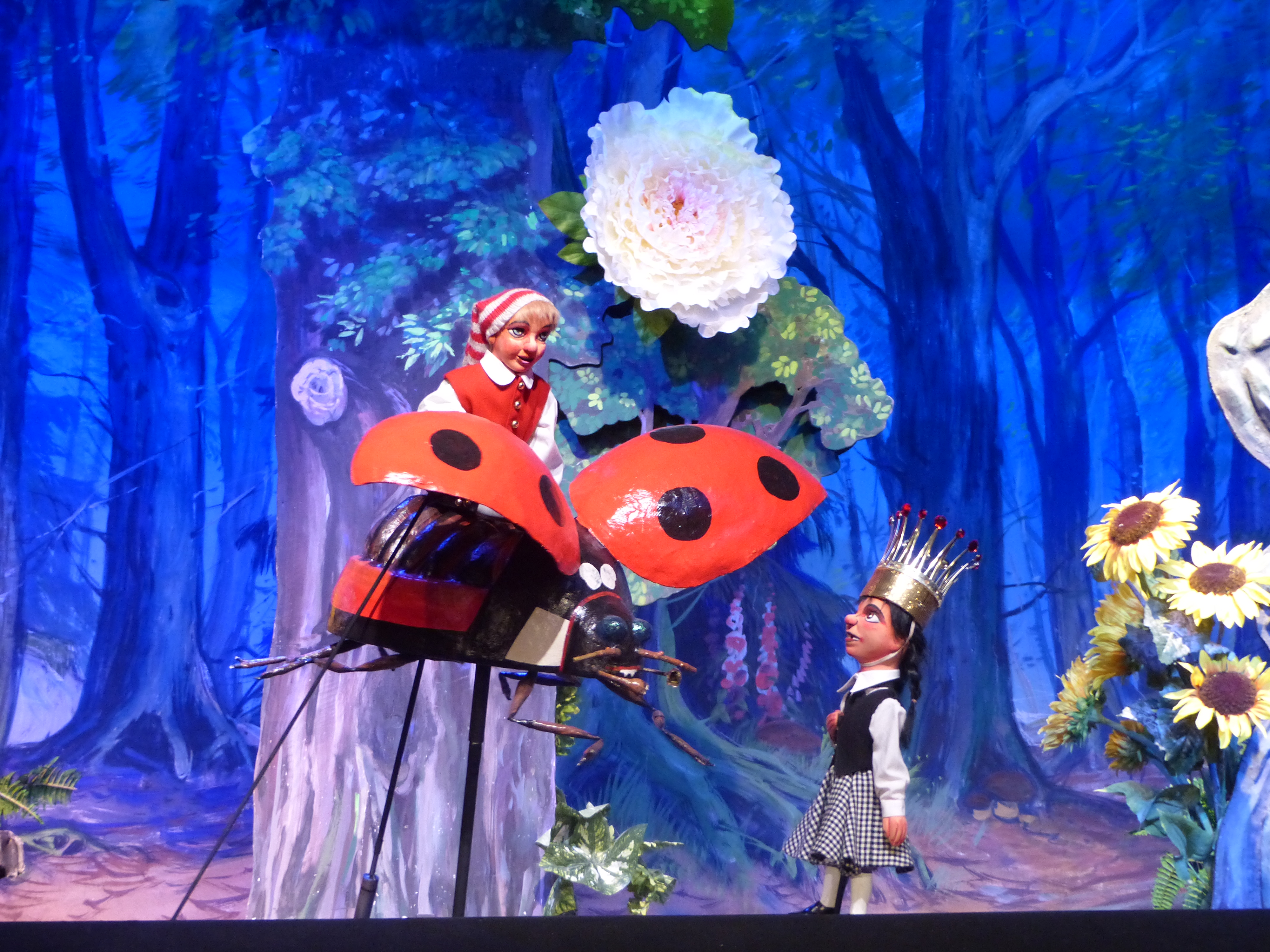
Hänneschen und Röschen beim Familienstück „Datt kütt bloss vum Singe“. Spielzeit 2016/17 (Foto: 2016)

Handlungsort der Stücke ist Knollendorf, eine fiktive Ortschaft irgendwo vor den Toren Kölns.
- Hänneschen ist, abgesehen von den Puppensitzungen, der Held der meisten Stücke. Freundlich, aufrichtig und gewitzt, allerdings manchmal etwas zu begeisterungsfähig, ist er gerade in den Nachmittagsvorstellungen für die Kinder die Identifikationsfigur.
- Bärbelchen ist Hänneschens Freundin (in den Kindervorstellungen am Nachmittag allerdings seine Schwester), ebenfalls eine positiv besetzte Figur mit ähnlichen Eigenschaften wie das Hänneschen.
- Tünnes, Vater von Köbeschen Schmitz, ist ruhig, gutmütig und etwas einfältig, aber eigentlich nicht dumm. Er repräsentiert in seinem blauen traditionellen Kittel den bäuerlich-dörflichen Typ aus dem weiteren Kölner Umland.
- Schäl, der Typ des Kölner Städters, wird durch seinen Namen ausreichend charakterisiert. Er schielt stark und ist auch charakterlich etwas schäl (falsch, schlecht, unansehnlich). Stets einen Frack tragend, hält er sich für schlau und gebildet und meint, die Dörfler übers Ohr hauen zu können. Seine Tricksereien gehen meistens schief, und am Ende bleibt von seiner Fassade nicht viel übrig. Er ist der Sitzungspräsident der Puppensitzungen, nur geht dort das eigentliche Geschehen meistens an ihm vorbei. Schäl und Speimanes traten erst ab 1850 auf, während alle anderen von Anfang an dabei waren. Schäl ist der Vater von Röschen.
- Speimanes ist gewissermaßen der Hofnarr der Theatertruppe. Kleingewachsen, bucklig und mit feuchter Aussprache, hat er vor niemandem Respekt und ist um keine bissige Bemerkung verlegen – zum Leidwesen vor allem von Schäl.
- Schutzmann Schnäuzerkowski, der vom Namen her das nach Köln versetzte preußische Beamtentum karikiert, aber dennoch auf rheinisch-gemütliche Art für Ruhe und Ordnung sorgt.[21]
- Besteva und Bestemo, die Großeltern.
- Köbeschen Schmitz ist der Sohn des ledigen Tünnes. Obwohl er klein und zart ist, passt er auf seinen oft betrunkenen Vater auf. Er hat sich viele der Ansichten seines Vaters zu eigen gemacht und gibt sie gerne altklug zum besten. Mit seiner Freundin Röschen Schäl spielt und zankt er sich.
- Röschen hat Schwierigkeiten, ihren Vater Schäl halbwegs auf geraden Pfaden zu halten. Aber wenn ihr väterliches Erbteil durchschlägt und sie bei Spitzbübereien einbezogen wird, findet sie doch immer wieder einen Ausweg aus brenzligen Situationen. Mit einem Seufzer sagt sie dann: „Dä Schäl es ene Drecksack, ävver hä es doch minge Vatter!“
- Mählwurms Pitter ist der dicke, gemütliche Wirt des Knollendorfer Gasthauses.

Bildergalerie

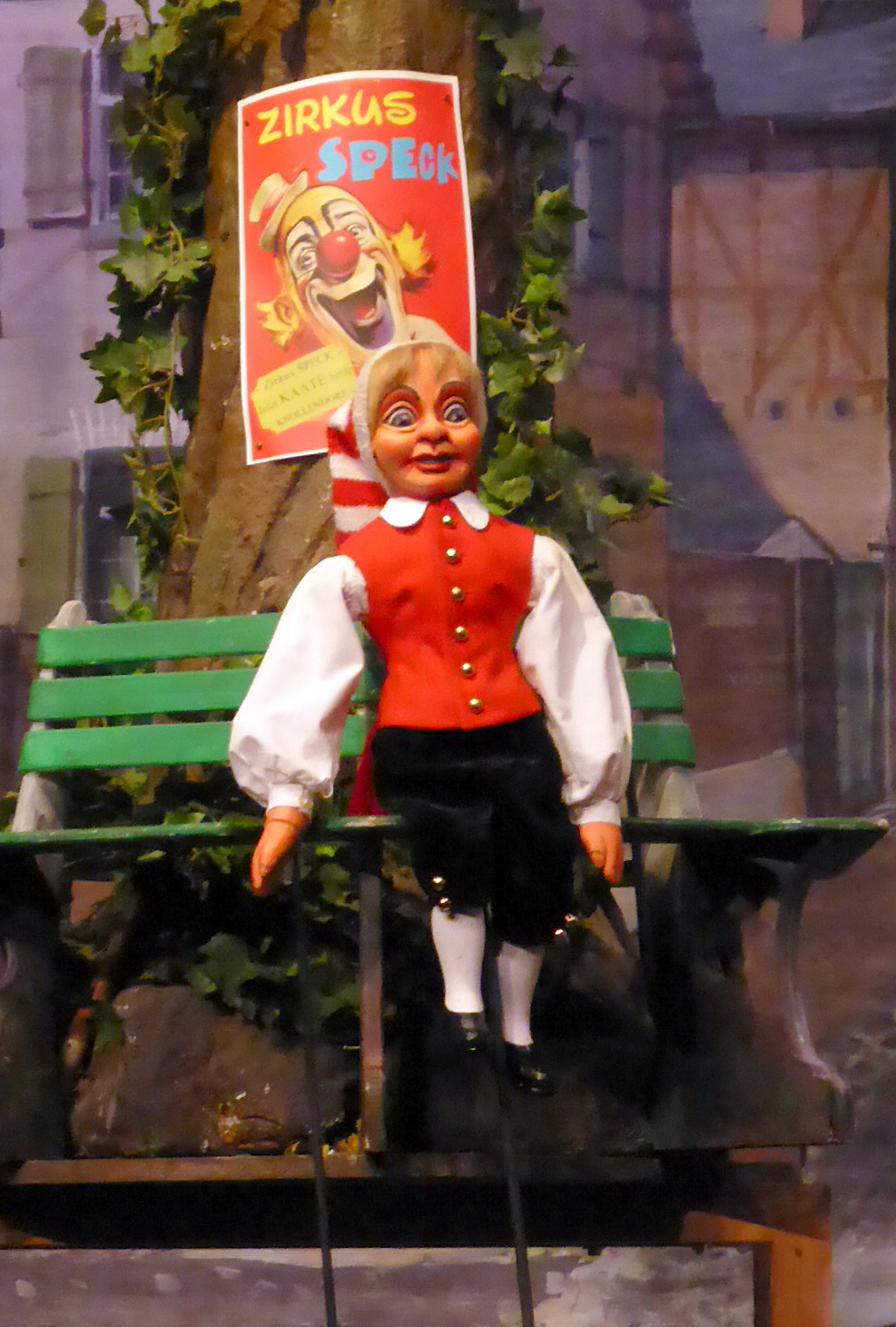
Hänneschen
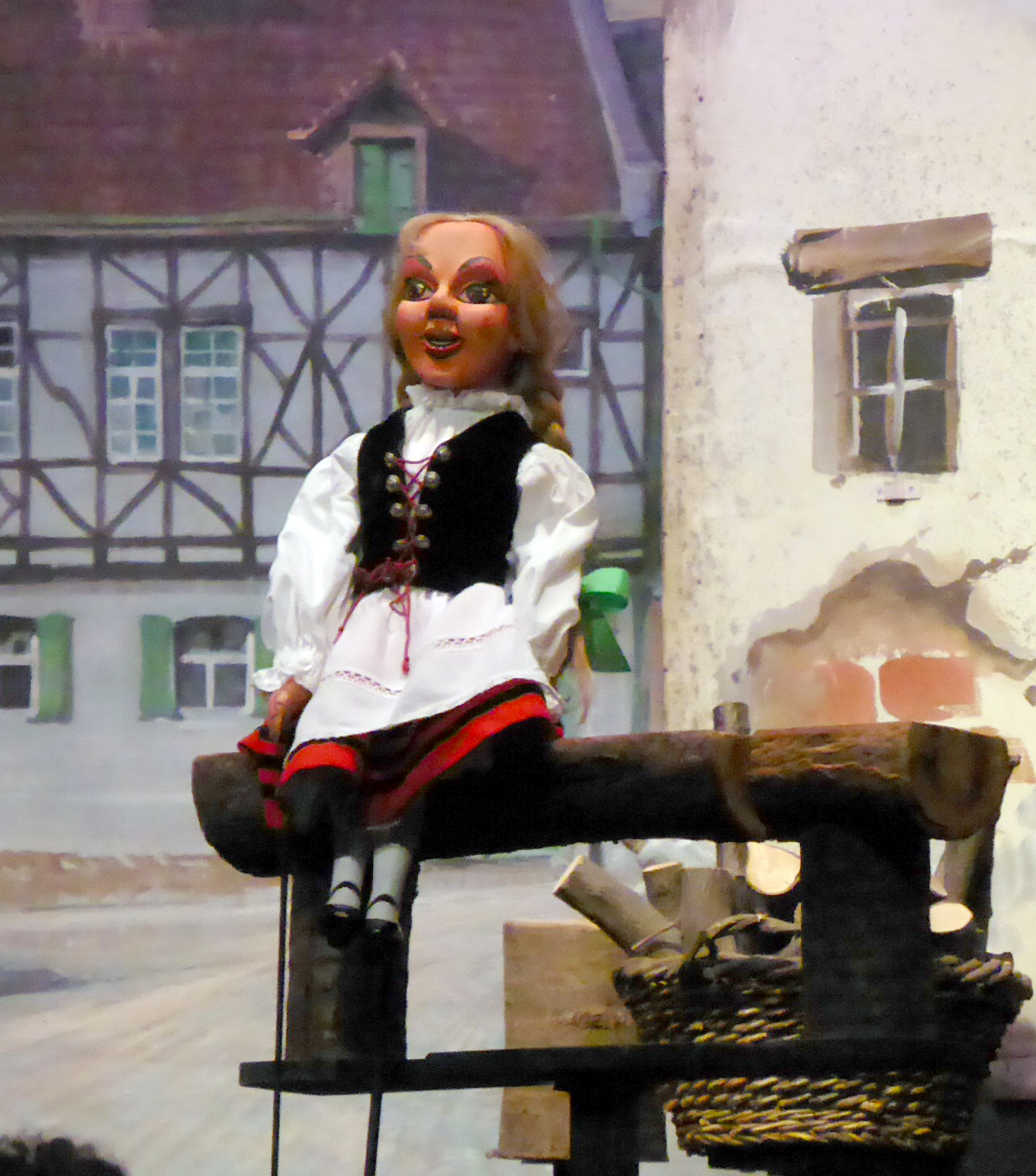
Bärbelchen
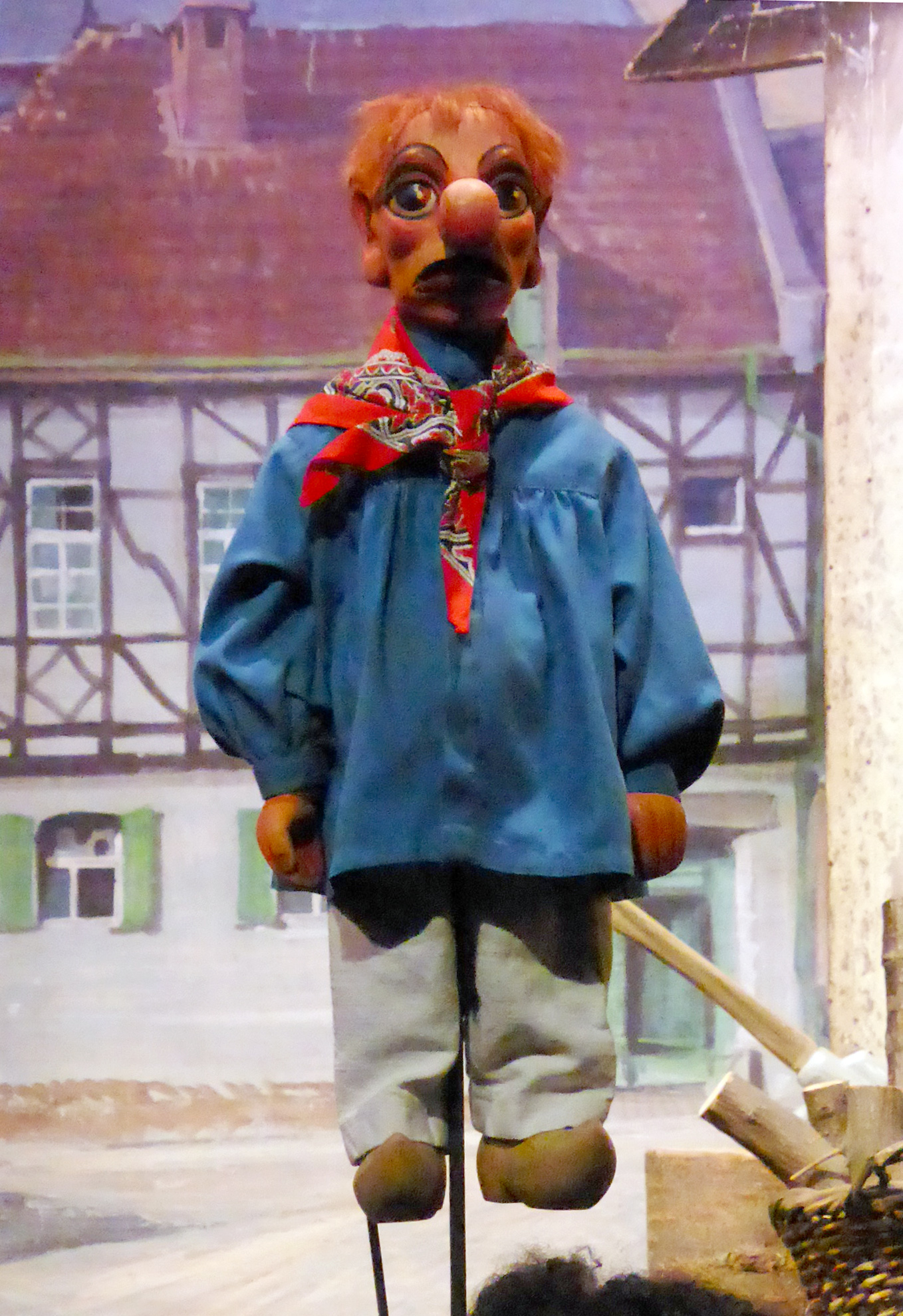
Tünnes
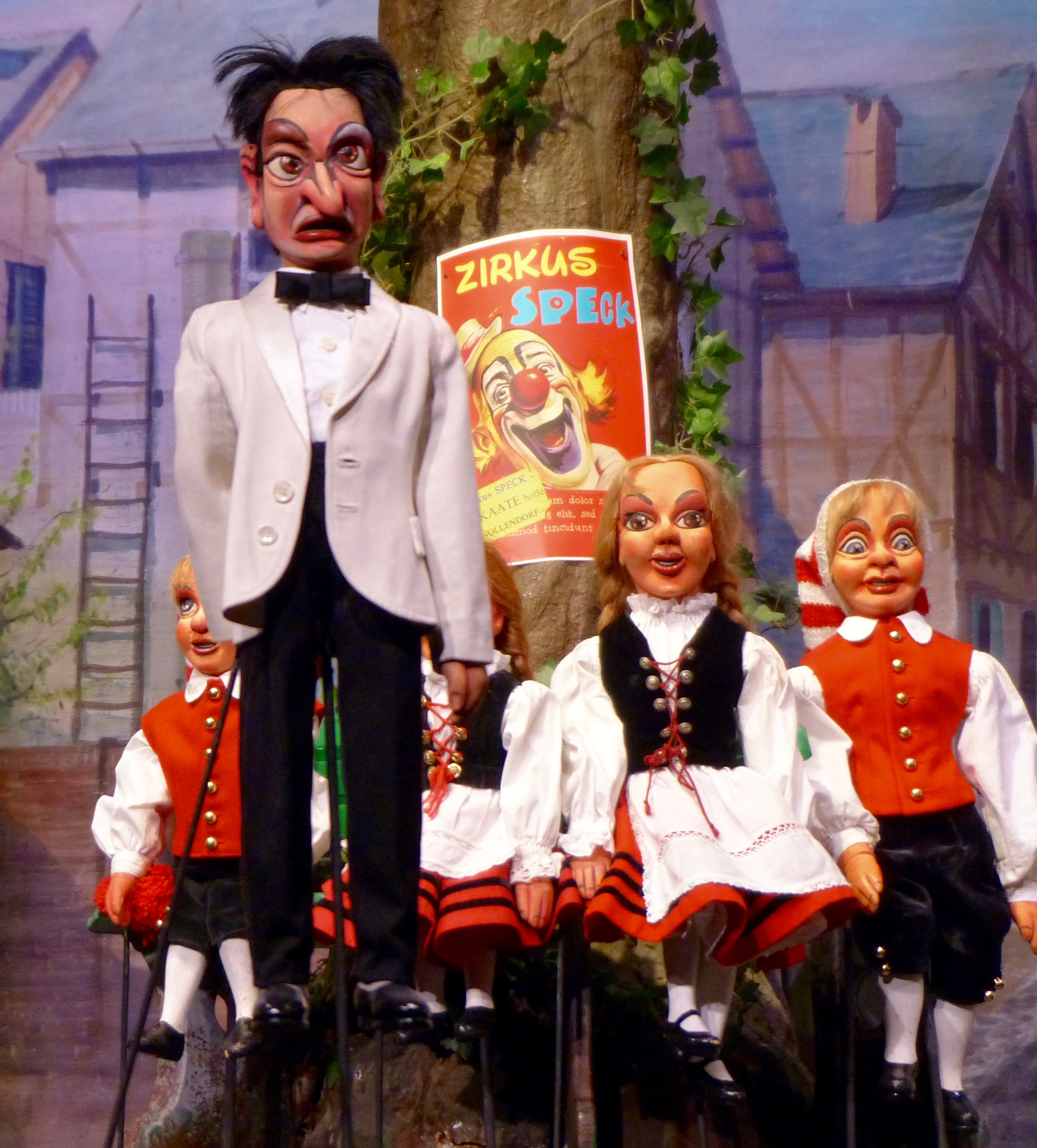
Schäl
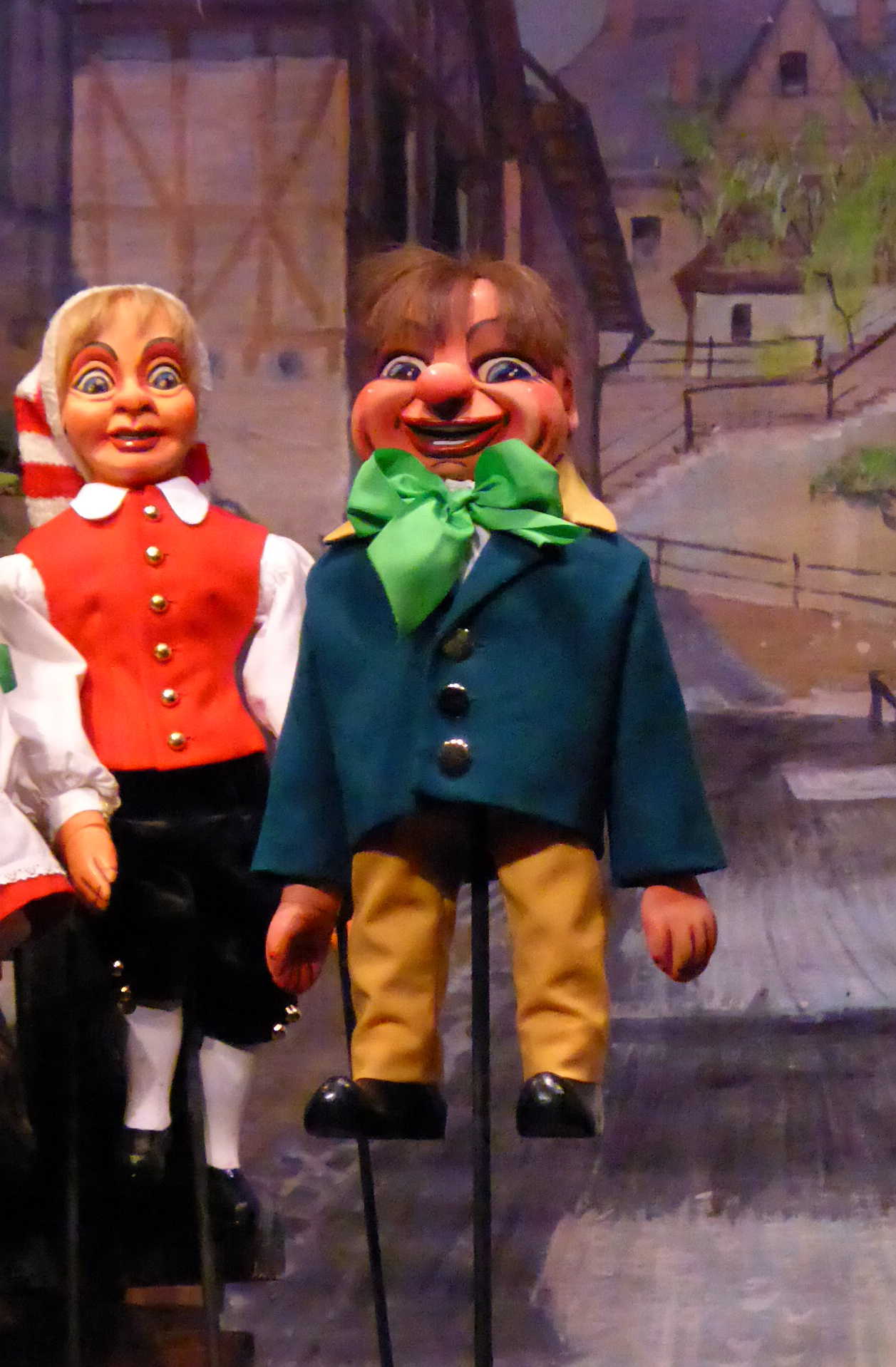
Speimanes

## Bühne und Fundus

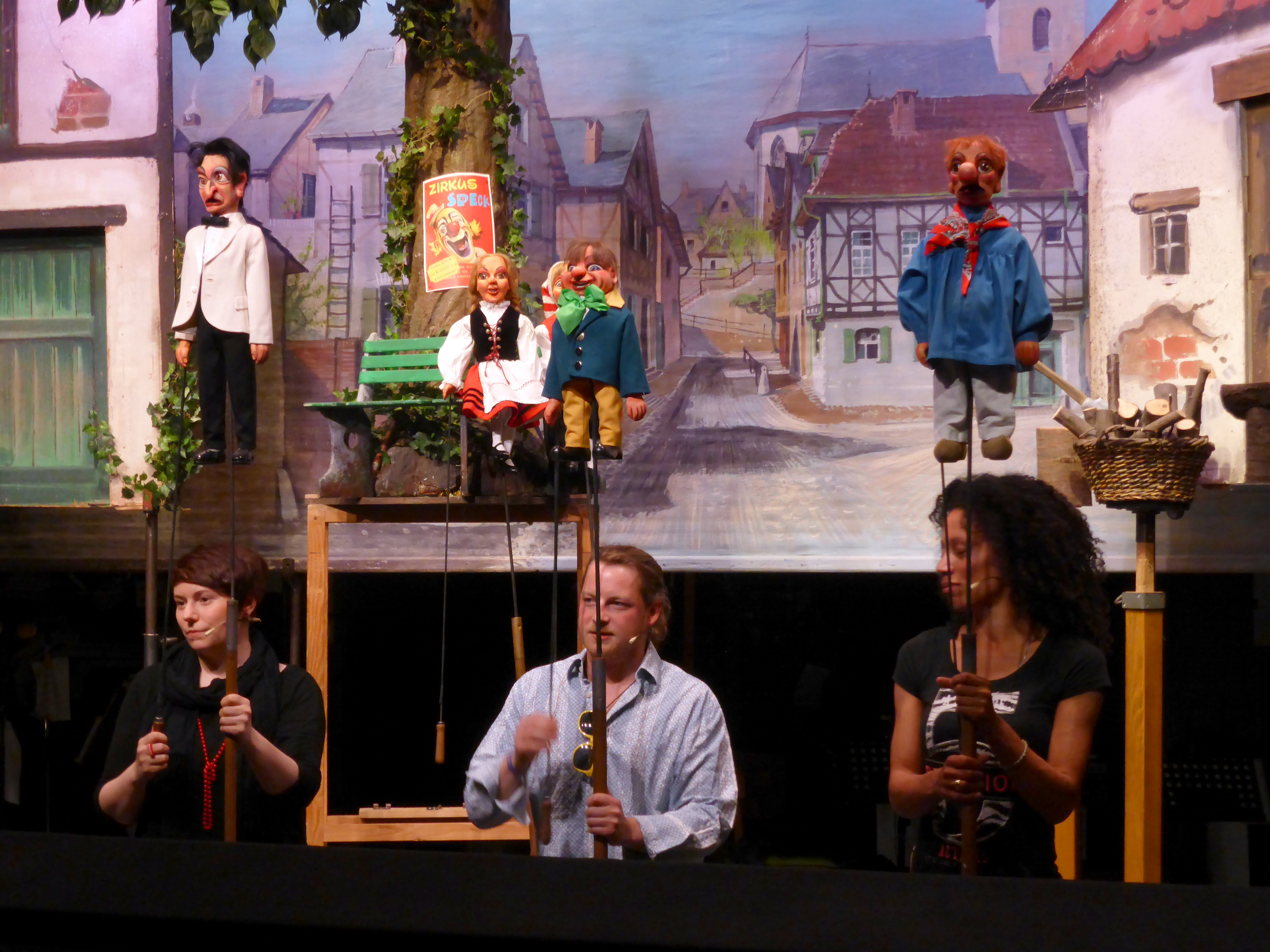
Hinger d’r Britz (2016)

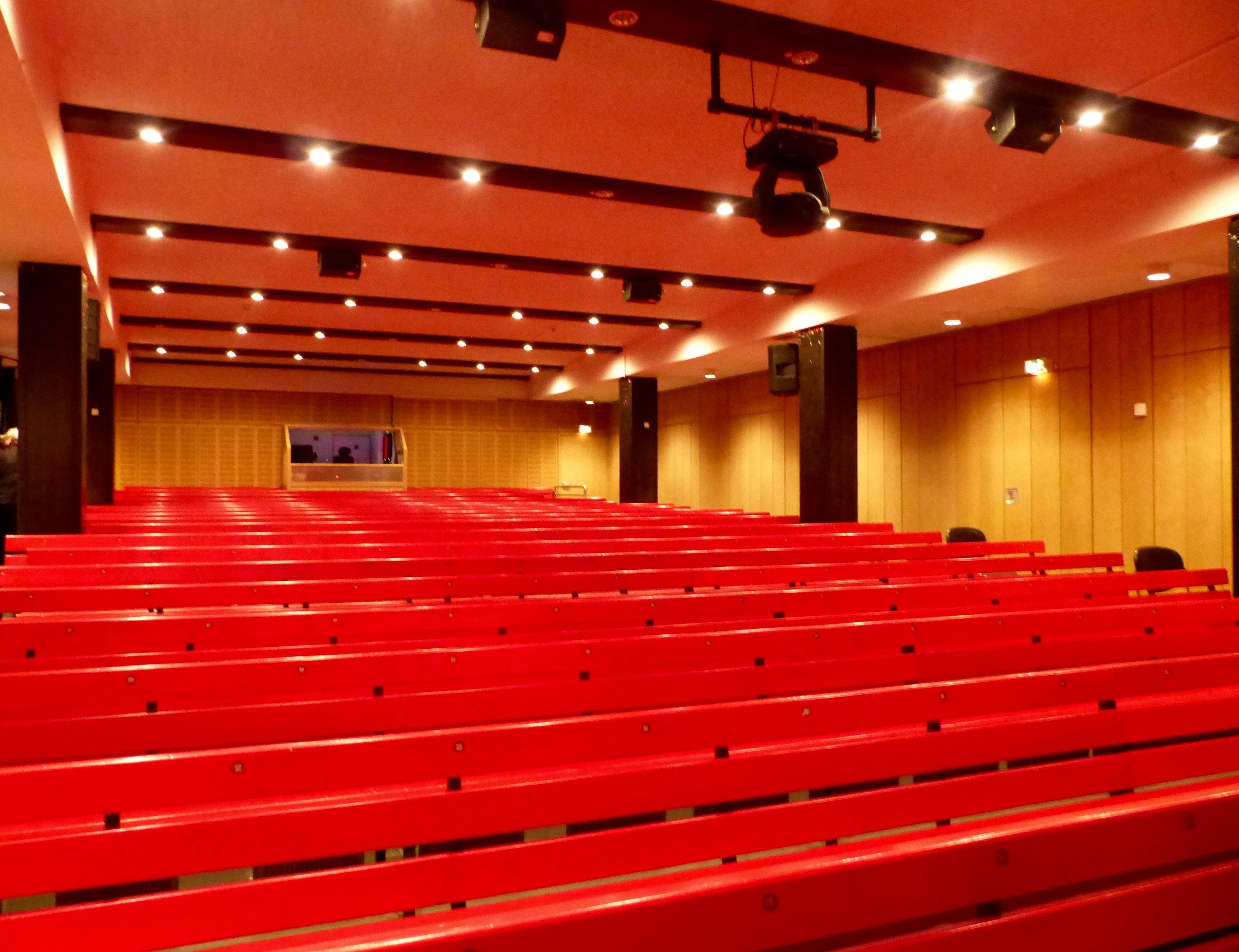
Theatersaal (2016)

Gespielt wird „hinger dr Britz“ (wörtlich: hinter der Balustrade), einer mannshohen, hydraulisch versenkbaren Holzwand, welche die Puppenspieler verdeckt. Die Bühne ist technisch so ausgestattet, dass Gegenstände, Puppen und Kulissen sowohl von und nach oben als auch von und nach unten auftauchen und verschwinden können, neben den üblichen horizontalen Möglichkeiten. Dies wird auch gerne von Engeln oder dem Christkind genutzt, für Schiffsuntergänge oder Schlösser, die zusammenstürzen und im Boden versinken. Die Bühne nimmt praktisch die ganze Breite der Spielstätte ein. Ein Puppenspieler beansprucht schon ohne Bewegung mehr als viermal so viel Platz wie seine Puppe.
Die meisten der vier bis fünf Kilogramm schweren Puppen werden an einem Tragestock geführt. So übertragen sich die Schritte der Puppenspieler und Laufbewegungen auf die Puppe. Die rechte Hand der Puppe ist in der Regel mit einem Führstab versehen, Bewegungen der anderen Hand und der Beine müssen durch Körperbewegungen der Puppe und Fliehkraft erzeugt werden. Einige Puppen, vor allem mehrbeinige Tiere und Vögel, auch Requisiten, werden anders bewegt, wobei bis zu sechs Stöcke eingesetzt werden, beispielsweise bei Krokodil oder Schlange.
Die Köpfe der Puppen werden aus Lindenholz geschnitzt und mit Schminke gefärbt, während die Körper in der Regel nur aus einer Art anatomischem Skelett bestehen, das wie bei einer Gliederpuppe bewegt werden kann, allerdings erheblich leichtgängiger. Ihre Kleidung ist vollkommen separat, so dass sie – auch während der Vorstellungen – beliebig umgekleidet werden können. Die äußerst detailgenau gearbeiteten Kleidungsstücke werden wie die Figuren und die Kulissen in eigener Werkstatt gefertigt.
Das Hänneschen-Theater verfügte 2007 über einen Fundus von rund 800 Puppen und rund 1800 Kostümen.  Sie stammen alle aus der Zeit seit dem Zweiten Weltkrieg, da alle älteren Puppen und Kleider in den letzten Bombennächten des Krieges verbrannten. Im Archiv des Theaters werden die Bücher vergangener Aufführungen bis weit zurück in die Vergangenheit aufbewahrt, aber auch ein großer Fundus an Stücken, die nicht zur Aufführung gelangten.

## Spielleiter seit 1926
- Fritz Danz (1926–1933)
- Hans Berschel (1933–1940)
- Karl Funck (1948–1980)
- Bernhard Klinkenberg (1980–1983)
- Gérard Schmidt (1983–1988)
- Heribert Malchers (1988–2012)
- Frauke Kemmerling (2012–2022)
- Mareike Marx (2022–)